# Círculo de Opinión Eumés
El Círculo de Opinión Eumés o COE es un partido político independiente de la localidad de Puentedeume (La Coruña) España. Desde las Elecciones Municipales de 2007 es parte del Gobierno local en coalición con el Partido Popular.